# Cantonul Yenne
Cantonul Yenne este un canton din arondismentul Chambéry, departamentul Savoie, regiunea Rhône-Alpes, Franța.

## Comune
- La Balme
- Billième
- La Chapelle-Saint-Martin
- Jongieux
- Loisieux
- Lucey
- Meyrieux-Trouet
- Ontex
- Saint-Jean-de-Chevelu
- Saint-Paul-sur-Yenne
- Saint-Pierre-d'Alvey
- Traize
- Verthemex
- Yenne (reședință)